# 佩爾武峰

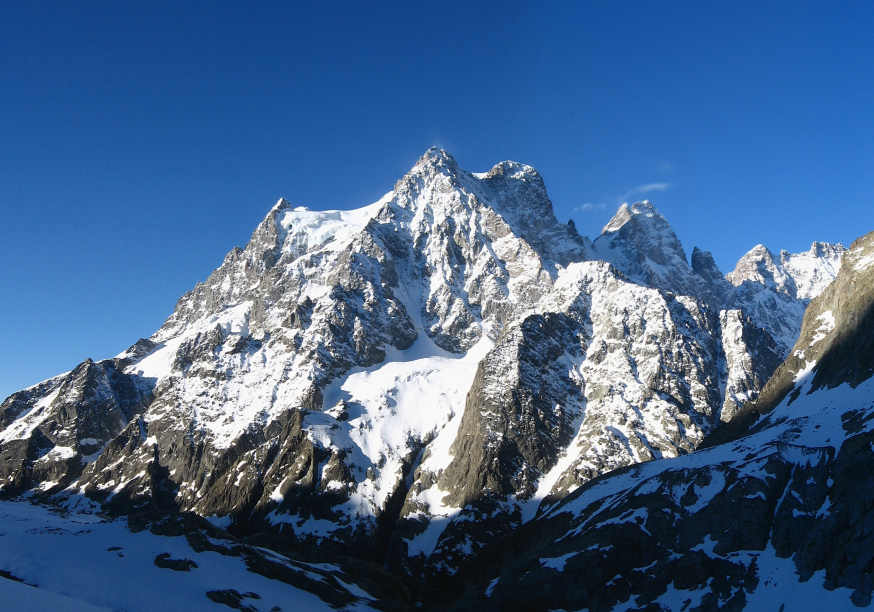

44°53′53″N 6°23′36″E / 44.89806°N 6.39333°E
佩爾武峰（法語：Mont Pelvoux），是法國的山峰，位於該國東南部，由上阿爾卑斯省和伊澤爾省負責管轄，屬於法國阿爾卑斯山的一部分，海拔高度3,946米，人類在1826年7月30日首次登上該山峰。